# Montealegrezia
Montealegrezia is een geslacht van rechtvleugeligen uit de familie sabelsprinkhanen (Tettigoniidae). De wetenschappelijke naam van dit geslacht is voor het eerst geldig gepubliceerd in 2012 door Cadena-Castañeda.

## Soorten
Het geslacht Montealegrezia  is monotypisch en omvat slechts de volgende soort:
- Montealegrezia amacayacu (Cadena-Castañeda, 2012)